# La Fête des mères (film, 2018)
Pour les articles homonymes, voir La Fête des mères.
Pour plus de détails, voir Fiche technique et Distribution.
La Fête des mères est une comédie dramatique française réalisée, écrite et produite par Marie-Castille Mention-Schaar sortie en 2018.
Ce film choral suit les destins croisés d'une dizaine de personnages illustrant la relation mère-enfant.

## Fiche technique
Sauf indication contraire, les informations mentionnées dans cette section peuvent être confirmées par les bases de données cinématographiques IMDb et Allociné,  présentes dans la section « Liens externes ».
- Titre : La Fête des mères
- Réalisation : Marie-Castille Mention-Schaar
- Assistant réalisation : Zazie Carcedo
- Scénario : Marie-Castille Mention-Schaar
- Musique : Ronan Maillard
- Photographie : Myriam Vinocour
- Montage : Benoît Quinon
- Costumes : Isabelle Mathieu
- Décors : Hérald Najar
- Son : Dominique Levert
- Production : Marie-Castille Mention-Schaar, Pierre Kubel
- Sociétés de production : Willow Films (déléguée), Vendredi Film (déléguée), France 2 Cinéma (coproduction), SOFICA LBPI 11 (en association avec)
- Société de distribution : UGC Distribution ( France), Orange Studio ( France), Agora Films Suisse ( Suisse)
- Pays d’origine :  France
- Format : couleur - ? - ?
- Genre : comédie dramatique
- Durée : 101 minutes
- Dates de sortie :
  - France et Suisse : 23 mai 2018

## Distribution
- Audrey Fleurot : Anne, présidente
- Clotilde Courau : Daphné, journaliste
- Olivia Côte : Nathalie, professeur
- Pascale Arbillot : Isabelle
- Noémie Merlant : Coco, fleuriste
- Jeanne Rosa : Blanche
- Carmen Maura : Thérèse
- Nicole Garcia : Ariane Douchet, comédienne et mère de Stan
- Marie-Christine Barrault : Jacqueline, mère de Nathalie, Isabelle et Daphné
- Mehdi Boudina : Fred
- Lolita Chammah : Dominique
- Vincent Dedienne : Stan
- Pascal Demolon : Jacques, fleuriste
- Nicole Ferroni : Sylvie, boulangère
- Gustave Kervern : Grégoire
- Xavier Maly : Charles
- Yvette Petit : La mère de Max
- Sabine Pakora : Mère de famille
- Marion Christmann : Amie de Fred
- Gaël Cottat : Ami de Fred

## Production

### Tournage
Le tournage a débuté le 21 septembre 2017,. Pour les moments se déroulant au Palais de l'Elysée, le président de la République Emmanuel Macron et les services de l'Élysée ont accepté de prêter la cour et le hall. Le président précédent François Hollande avait autorisé la réalisatrice à visiter ses appartements privés avant son départ. S'étant rendu compte que ceux-ci était d'un style haussmannien, elle a pu trouver un appartement similaire et d'une surface plus raisonnable pour le tournage. Les bureaux ont été reconstitués dans un hôtel particulier parisien ayant un décorum proche de celui de l'Élysée.